# Matthew Aldridge

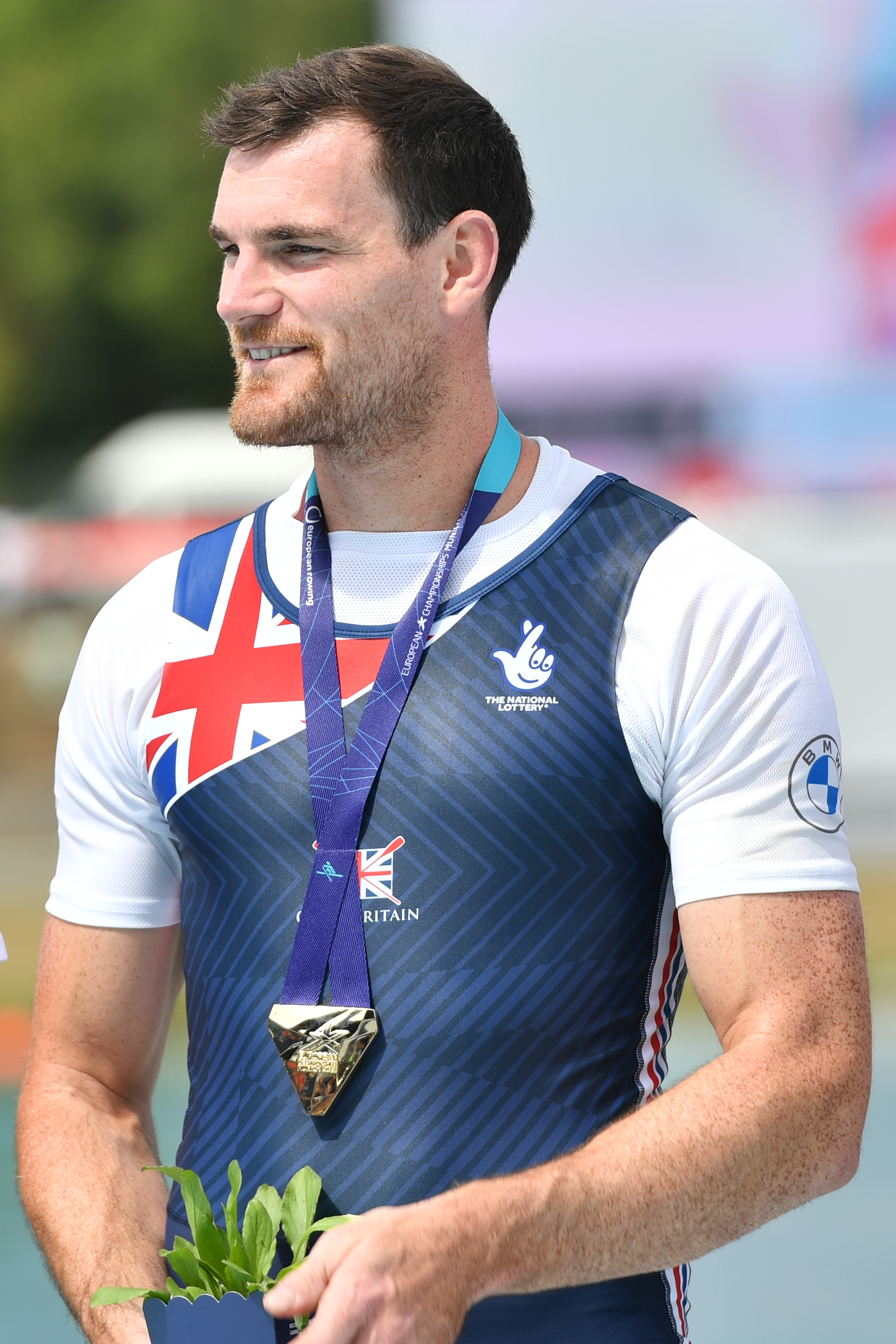
Matthew Aldridge mit seiner Goldmedaille bei den Europameisterschaften 2022.

Matthew „Matt“ Aldridge (* 11. März 1996) ist ein britischer Ruderer. 2023 wurde er Weltmeister sowie 2022 und 2023 Europameister im Vierer ohne Steuermann. 2024 wurde er Olympiadritter.

## Karriere
Aldridge wurde bei den Junioren-Weltmeisterschaften 2014 Vierter mit dem britischen Achter. Zwei Jahre später bei den U23-Weltmeisterschaften 2016 belegte er den fünften Platz im Vierer mit Steuermann. Im Jahr darauf war Aldridge Mitglied des britischen Achters und gewann Bronze bei den U23-Weltmeisterschaften 2017. Bei den U23-Weltmeisterschaften 2018 erruderte der britische Achter die Silbermedaille.
2021 debütierte Aldridge im Ruder-Weltcup. Bei den Europameisterschaften 2022 in München gewann der britische Vierer ohne Steuermann mit William Stewart, Samuel Nunn, Matthew Aldridge und Freddie Davidson den Titel vor den Niederländern und den Rumänen. Bei den Weltmeisterschaften in Račice u Štětí fehlte Aldridge wegen einer Erkrankung. Im Jahr darauf bei den Europameisterschaften 2023 in Bled siegte der Vierer in der Besetzung Oliver Wilkes, David Ambler, Matthew Aldridge und Freddie Davidson mit drei Sekunden Vorsprung vor den Niederländern. Drei Monate später bei den Weltmeisterschaften in Belgrad überquerte der britische Vierer die Ziellinie mit zwei Sekunden Vorsprung vor dem Vierer aus den Vereinigten Staaten. 2024 siegte der britische Vierer in der Besetzung des Vorjahres auch bei den Europameisterschaften Szeged. Bei den Olympischen Spielen 2024 in Paris siegte der Vierer aus den Vereinigten Staaten vor dem Boot aus Neuseeland. Der britische Vierer überquerte die Ziellinie als Dritter.
Der 1,93 Meter große Matthew Aldridge rudert für den Bootsclub der Oxford Brookes University.